# 茂木弘人
茂木弘人（1984年3月2日—），日本職業足球員，日本20歲以下足球代表隊成員。

## 俱乐部生涯
2002年，茂木弘人在廣島三箭开始足球生涯。2006年转会至神戶勝利船，2015年转会至福島聯。

## 日本國家足球隊
茂木弘人参加了2003年世界青年錦標賽。

## 外部連結
- （日語）J.League Data Site （页面存档备份，存于）